# Canthon indigaceus
Canthon indigaceus là một loài bọ cánh cứng trong họ Bọ hung (Scarabaeidae).